# U-Bahnhof Pempelforter Straße

Das Baufeld im April 2008

Das Baufeld im Juni 2008

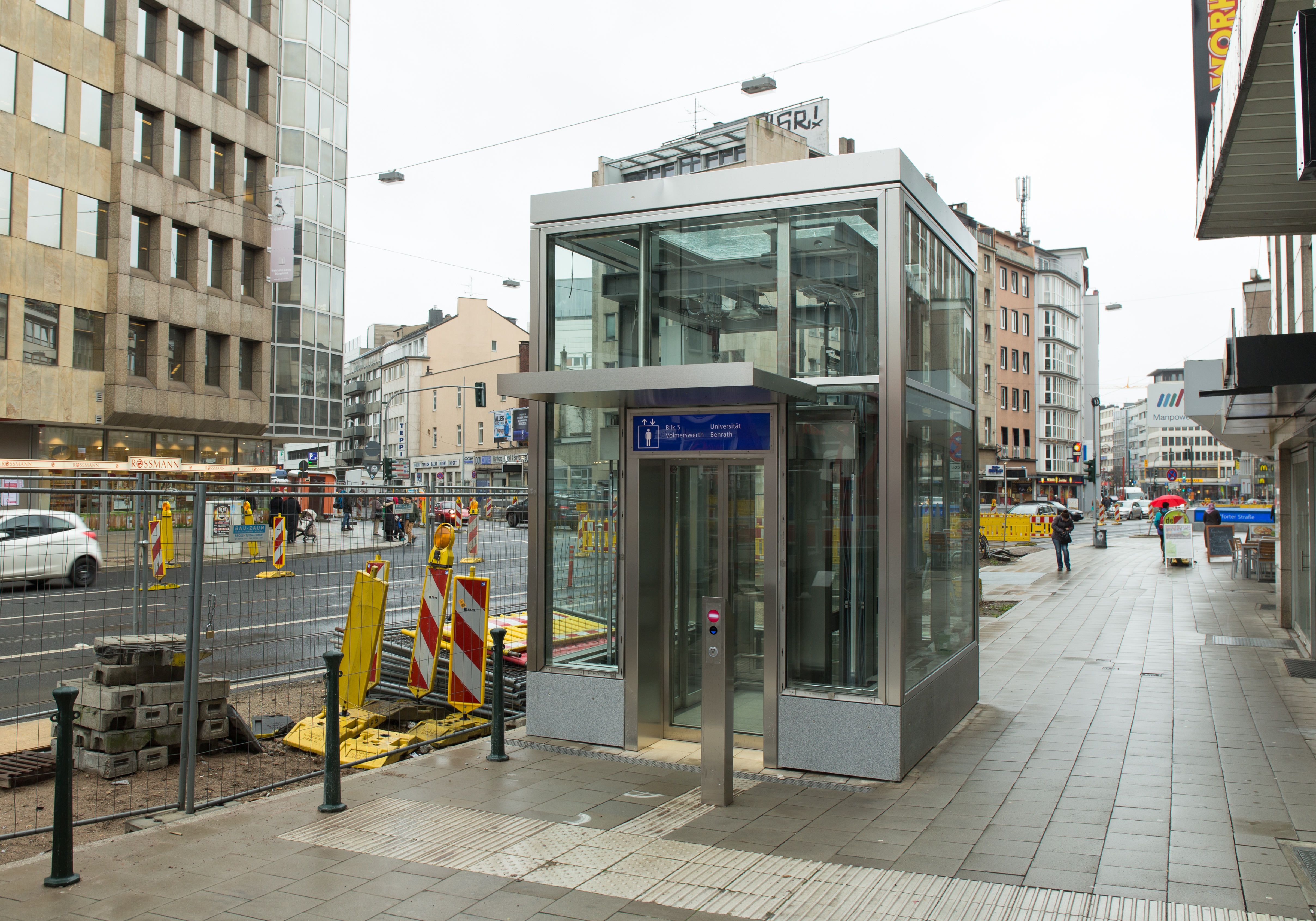
U-Bahnhof Pempelforter Straße, Zugang über Fahrstuhl

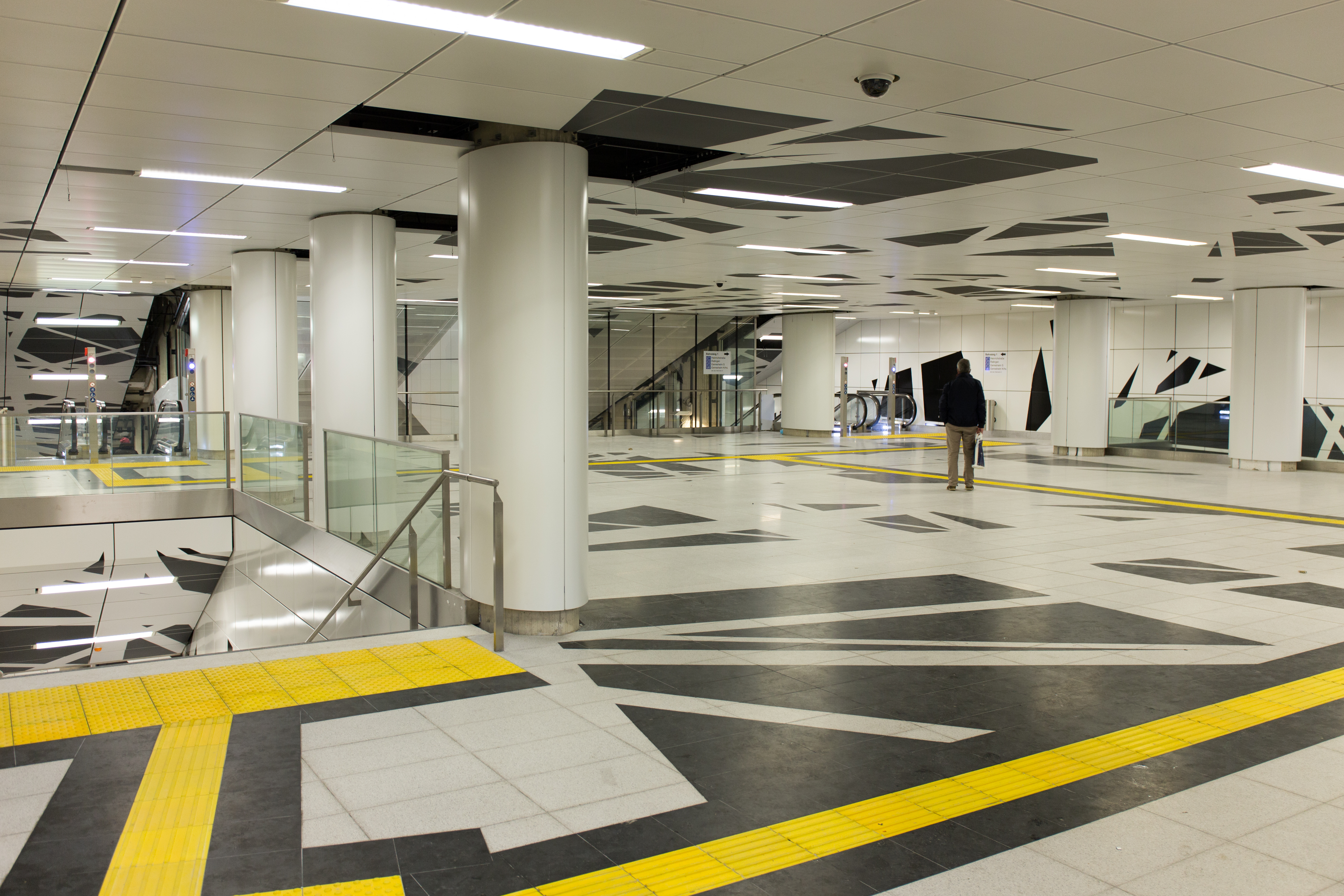
Zwischengeschoss

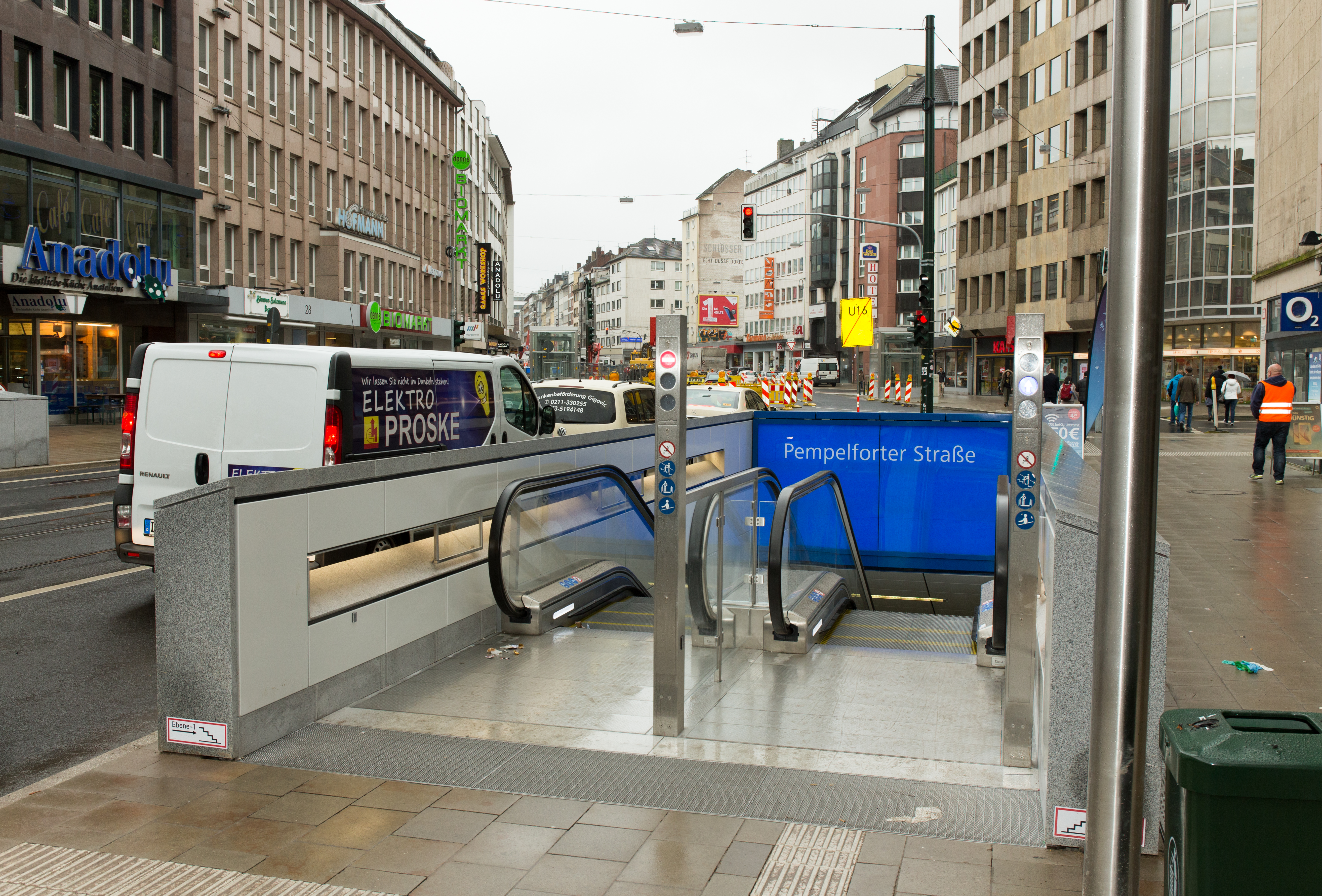
U-Bahnhof Pempelforter Straße, Eingang

Der U-Bahnhof Pempelforter Straße (Abkürzung: Pfs, in der Planungsphase als U-Bahnhof Jacobistraße / Pempelforter Straße bezeichnet) ist eine unterirdisch gelegene Station der Düsseldorfer Stadtbahn. Er liegt im Verlauf der Wehrhahn-Linie (der dritten Stammstrecke) im Stadtteil Stadtmitte der nordrhein-westfälischen Landeshauptstadt Düsseldorf. Der unterhalb der Schadowstraße seit dem 15. März 2008 errichtete Bahnhof wurde am 20. Februar 2016 eröffnet und ist seit dem 21. Februar 2016 im Linienbetrieb. Der U-Bahnhof erschließt das östliche Ende einer der wichtigsten Einkaufsstraßen in Düsseldorf mit den beiden Warenhäusern der Ketten Karstadt und Galeria Kaufhof. Er wird von den Stadtbahnlinien U71, U72, U73 und U83 bedient. Eine Verknüpfung mit weiteren Linien des Düsseldorfer Nahverkehrs besteht an zwei oberirdischen Haltestellen der Straßenbahn bzw. für Busse.

## Lage
Der U-Bahnhof ist an einer zentralen Stelle in der Düsseldorfer Innenstadt errichtet worden. Der Baukörper befindet sich unter der Straße Am Wehrhahn zwischen den Seitenstraßen Oststraße und Cantadorstraße.
Südlich des Bahnhofes befindet sich das Wehrhahncenter und westlich davon endet die Schadowstraße mit zahlreichen Geschäften. Der Haltepunkt ist der letzte unterirdische Bahnhof der Wehrhahn-Linie in Richtung Grafenberg. Der U-Bahnhof befindet sich 530 m östlich vom U-Bahnhof Schadowstraße und 590 m westlich von der oberirdischen Haltestelle Wehrhahn S-Bahnhof.

## Geschichte
Ursprünglich waren zwei getrennte U-Bahnhöfe an den Kreuzungen Pempelforter Straße/Am Wehrhahn und Jacobistraße/Am Wehrhahn geplant. Letzterer sollte gemäß frühen Planungen der Kreuzungsbahnhof mit der 4. Stadtbahnstrecke werden. Aus Kostengründen wurden die beiden U-Bahnhöfe in der Straße Am Wehrhahn zu einem Bahnhof auf Höhe der Oststraße zusammengelegt. Gegen diese Entscheidung der Düsseldorfer Stadtverwaltung regte sich großer Protest bei den Händlern der Schadowstraße. Besonders die Geschäftsführer der beiden großen Kaufhäuser Galeria Kaufhof und Karstadt an der Schadowstraße protestierten gegen diese Planungen. Sie bemängelten dabei die nun längeren Wege vom U-Bahnhof zu ihren Kaufhäusern, welche früher über eine direkt vor den Haupteingängen liegende Straßenbahnhaltestelle Jacobistraße verfügten.

## Bahnhofsanlage
Es stehen fünf Treppenzugänge sowie zwei Aufzüge entlang der Straße Am Wehrhahn zur Verfügung. Im westlichen Bereich führen drei Treppenzugänge, ergänzt um zwei Rolltreppen, auf der Schadow- und Oststraße in eine große Verteilerebene. Dort führen der weiter östlich gelegene Aufzug und weitere Treppen zu den 4,50 Meter breiten und 90 Meter langen Seitenbahnsteigen.
Im östlichen Bereich wurden, ebenfalls über eine gemeinsame Verteilerebene miteinander verbunden, zwei Zugänge errichtet. Diese bilden die Verbindung zur Straßenbahnhaltestelle Pempelforter Straße.
Für die Gestaltung der U-Bahnhöfe der Wehrhahn-Linie wurde im Vorfeld ein Gestaltungswettbewerb durchgeführt. Für die U-Bahnhöfe der Wehrhahnlinie wurden Absolventen der Kunstakademie Düsseldorf ausgewählt. Den U-Bahnhof Pempelforter Straße gestaltete Heike Klussmann unter dem Motto: Surround.

## Verkehr
Der U-Bahnhof Pempelforter Straße befindet sich auf der dritten Stammstrecke des Düsseldorfer Stadtbahnnetzes. Seit dem 21. Februar 2016 bedienen alle vier auf dieser Strecke verkehrenden Linien den Bahnhof. Neben den Umsteigemöglichkeiten zwischen den einzelnen Stadtbahnlinien bestehen weitere Umsteigebeziehungen zu zwei Straßenbahnlinien, an den Haltestellen Jacobistraße (707) und Pempelforter Straße (704), die eine Einbindung in das Netz des Düsseldorfer Nahverkehrs herstellen.
Über die Linie aus Ratingen wird die Nachbarstadt, sowie die nordöstlichen Stadtteile Rath und Grafenberg erreicht. Die in Höhe der Agentur für Arbeit abzweigende Linie bindet den Stadtteil Gerresheim an. In Richtung Altstadt besteht die Verbindung zum Umsteigepunkt Heinrich-Heine-Allee. Außerdem werden die süd- und südöstlich gelegenen Stadtteile Bilk, Volmerswerth, Wersten, Holthausen und Benrath angebunden.
Alle hier verkehrenden Stadtbahnlinien werden von der Düsseldorfer Rheinbahn mit niederflurigen Stadtbahnfahrzeugen des Typs NF8U betrieben.
| Linie | Linienverlauf | Takt   |
| ----- | --- | ------ |
|       | ( D-Rath 1 – Rotdornstraße – D-Rath Mitte – Am Schein – Haeselerstraße – ) Heinrichstraße 2 – Hansaplatz – Grunerstraße – Brehmplatz – Schillerplatz – Uhlandstraße – D-Wehrhahn – U Pempelforter Straße – U Schadowstraße – U Heinrich-Heine-Allee – U Benrather Straße – U Graf-Adolf-Platz – U Kirchplatz – D-Bilk – Suitbertusstraße – Südring – Flehe, Aachener Platz – Volmerswerther Straße – Krahkampweg – D-Volmerswerth, Hellriegelstraße3 Niederflurbetrieb der Rheinbahn; Abschnitt 2–3 dieser Linie gehört zum Düsseldorfer Nachtnetz; Abschnitt 1–2: Betrieb nur Mo–Fr 6–20 Uhr und Sa 9–20 Uhr; Abweichender Takt im Abschnitt 2–3: samstags 0–4 Uhr alle 30 min und 9–20 Uhr alle 10 min sowie sonn- und feiertags 0–4 Uhr und 5–9 Uhr alle 30 min und 13–20 Uhr alle 15 min | 20 min |
|       | Ratingen Mitte – Weststraße – Europaring – Gerhardstraße – Ratingen, Felderhof – D-Hubertushain – Hirschweg – Oberrath – Rather Waldstadion (D-Rath , 400 m) – Rather Broich – Mörsenbroicher Weg – Graf-Recke-Straße – Vautierstraße – Schlüterstraße/Arbeitsagentur – Engerstraße – Lindemannstraße – Uhlandstraße – D-Wehrhahn – U Pempelforter Straße – U Schadowstraße – U Heinrich-Heine-Allee – U Benrather Straße – U Graf-Adolf-Platz – U Kirchplatz – D-Bilk – Karolingerplatz – Auf’m Hennekamp – Uni-Kliniken – Universität Nord/Christophstraße – Südpark – Werstener Dorfstraße – Opladener Straße – Ickerswarder Straße – Elbruchstraße – Holthausen – Niederheid – Am Trippelsberg – Schöne Aussicht – Kappeler Straße – Schloss Benrath – Urdenbacher Allee – D-Benrath – D-Benrath, Betriebshof Niederflurbetrieb der Rheinbahn; Linie gehört zum Düsseldorfer Nachtnetz; Abweichender Takt: So 13–20 Uhr alle 15 min, Mo–Fr 21–23, Sa–So 20–23 Uhr, Sa 6–9 Uhr und So 9–13 Uhr alle 20 min, Sa–So 0–4 Uhr und So 5–9 Uhr alle 30 min | 10 min |
|       | D-Gerresheim – Morper Straße –Hardenbergstraße – Dörpfeldstraße – Schönaustraße – Gerresheim Rathaus – Von-Gahlen-Straße – Friedingstraße – Auf der Hardt/LVR-Klinikum → Vor der Hardt – Pöhlenweg – Staufenplatz – Schlüterstraße/Arbeitsagentur – Engerstraße – Lindemannstraße – Uhlandstraße – D-Wehrhahn – U Pempelforter Straße – U Schadowstraße – U Heinrich-Heine-Allee – U Benrather Straße – U Graf-Adolf-Platz – U Kirchplatz – D-Bilk – Karolingerplatz – Auf’m Hennekamp – Uni-Kliniken – Universität Nord/Christophstraße – Südpark – D-Universität Ost/Botanischer Garten Niederflurbetrieb der Rheinbahn; Linie gehört nicht zum Düsseldorfer Nachtnetz; Abweichender Takt: So 13–20 Uhr alle 15 min, Mo–Fr 21–0 Uhr (ab 29.08.2018, davor 20–0 Uhr), Sa 6–9 Uhr und So 9–13 Uhr alle 20 min, Sa–So 5–9 Uhr alle 30 min | 10 min |
|       | D-Gerresheim, Krankenhaus – Heinrich-Könn-Straße – Auf der Hardt/LVR-Klinikum – Pöhlenweg – Staufenplatz – Schlüterstraße/Arbeitsagentur – Engerstraße – Lindemannstraße – Uhlandstraße – D-Wehrhahn – U Pempelforter Straße – U Schadowstraße – U Heinrich-Heine-Allee – U Benrather Straße – U Graf-Adolf-Platz – U Kirchplatz – D-Bilk – Suitbertusstraße – Südring – Flehe, Aachener Platz – Volmerswerther Straße – Krahkampweg – D-Volmerswerth, Hellriegelstraße Niederflurbetrieb der Rheinbahn; Linie gehört nicht zum Düsseldorfer Nachtnetz Abweichender Takt: Mo–Sa 21–0 Uhr und So alle 30 Minuten | 20 min |

Es gibt die Umsteigemöglichkeit zu folgenden Niederflur-Straßenbahn- und Buslinien:
| Haltestelle Pempelforter Straße | Haltestelle Pempelforter Straße |
| Linie                           | Verlauf |
| ------------------------------- | --- |
| 704                             | Derendorf, Merziger Straße1 – Rather Straße/Hochschule HSD – St. Vinzenz-Krankenhaus – Pempelfort, Stockkampstraße – Pempelforter Straße – Stadtmitte, Worringer Platz – Hauptbahnhof – Friedrichstadt, Helmholtzstraße – Morsestraße – Bilk, Karolingerplatz – Uni-Kliniken 2 – Universität Nord/Christophstraße Betrieb im Standardtakt der Düsseldorfer Straßenbahnen; weitere Haltestellen nur im Abschnitt 1–2, aber alle Umsteigehaltestellen sind aufgeführt. |
| 721                             | Flughafen Terminal A/B/C 1 – Carl-Sonnenschein-Straße (Falkenweg , 150 m) – Birkhahnweg → Stockum, Am Hain – Nordfriedhof – Pempelfort, Münsterstraße/Feuerwache – Pempelfort, Adlerstraße2 – Pempelforter Straße – Stadtmitte, Worringer Platz – Düsseldorf Hbf – Oberbilk, Flügelstraße – Ellerstraße – Lierenfeld, Schlesische Straße 3 – Eller, Otto-Pankok-Straße – Vennhausen, In den Kötten – Tannenhof, Gothaer Weg4 Verkehrt immer alle 20 min; Mo–Sa 6–19 Uhr im Abschnitt 2–3 zusammen mit der Linie 722 alle 10 min; weitere Haltestellen auf dem gesamten Linienweg; aber alle Umsteigehaltestellen sind aufgeführt. Die Linien 721 und 722 haben am 13. Juni 2010 ihren Linienwege im Gebiet Lierenfeld/Vennhausen/Eller getauscht. |
| 722                             | Stadthalle1 – Messe Congress Center2 – Messe, Osteingang – Messe Ost/Stockumer Kirchstr. – Stockum, Am Hain ← Birkhahnweg – Nordfriedhof – Victoriaplatz/Klever Straße – Pempelfort, Venloer Str. – Marienhospital – Schloss Jägerhof – Pempelfort, Adlerstraße – Pempelforter Straße – Stadtmitte, Worringer Platz – Düsseldorf Hbf – Oberbilk, Flügelstraße – Ellerstraße – Lierenfeld, Schlesische Straße 3 – Lierenfeld, Posener Straße – Vennhausen, Gubener Straße – In den Kötten – Vennhausen, Siedlung Freiheit – D-Eller – Eller, Vennhauser Allee 4 Abschnitt 1–2 nur bei Veranstaltungen; Abschnitt 2–3: Mo–Sa 6–19 Uhr alle 20 min; Abschnitt 3–4: Mo–Sa ganztägig und So 9–13 alle 20 min, So 6–8 Uhr alle 30 min, So 13–19 Uhr alle 15 min; weitere Haltestellen auf dem gesamten Linienweg; alle Umsteigehaltestellen sind aber aufgeführt. |
| 737                             | Düsseldorf Hbf 1 – Oststraße – Wehrhahn-Center – Pempelforter Straße – D-Wehrhahn – Uhlandstraße – Lindemannstraße 2 – Flingern, Daimlerstraße (Rosmarinstraße) – Gerresheim, Torbruchstraße – Schönaustraße – Morper Straße – D-Gerresheim 3 – Knuppertsbrück – Unterbach, Friedhof – Am Zault – Erkrath-Unterfeldhaus, Neuenhausplatz 4 Mo–Fr 5–19 Uhr alle 20 min; Mo–Fr 20–21 Uhr, Sa 6–20 Uhr, So 9–20 Uhr alle 30 min; Abschnitt 1–3 Mo–Fr 21–23 Uhr, Sa–So 20–23 alle 60 min; Abschnitt 3–4 Mo–Fr 21–23 Uhr, Sa–So 20–23 alle 30 min, Sa–So 0–1 Uhr, So 8–9 Uhr alle 60 min; weitere Haltestellen nur im Abschnitt 2–4 |
| 807                             | Düsseldorf Hbf – Derendorf – Großmarkt – Unterrath, Eckenerstraße Nachtverkehr von So/Mo bis Do/Fr; ab Hauptbahnhof 0:38 und 4:01 Uhr; verkehrt weiter als Linie 810 und nicht in die Gegenrichtung. |
| NE 3                            | Düsseldorf Hbf → Oststraße → Steinstraße/Königsallee → Heinrich-Heine-Allee → Jacobistraße → Wehrhahn → Düsseltal → Mörsenbroich Heinrichstraße → Rath Mitte → Rath, Wittener Straße → Reichswaldallee → Oberrath → Wilhelm-Raabe-Weg → Mörsenbroich Heinrichstraße → Düsseltal → Wehrhahn → Jacobistraße → Charlottenstraße/Oststraße → Düsseldorf Hbf |
| NE 4                            | Düsseldorf Hbf → Charlottenstraße/Oststraße → Heinrich-Heine-Allee → Jacobistraße → Pempelforter Straße → Wehrhahn → Uhlandstraße → Grafenberg → Gerresheim Rathaus → Gerresheim Morper Straße → Gerresheim Torfbruchstraße → Lierenfeld → Worringer Platz → Düsseldorf Hbf |
| NE 5                            | Düsseldorf Hbf → Worringer Platz → Lierenfeld → Gerresheim Torfbruchstraße → Gerresheim Rathaus → Grafenberg → Uhlandstraße → Wehrhahn → Pempelforter Straße → Jacobistraße → Heinrich-Heine-Allee → Jacobistraße → Charlottenstraße/Oststraße → Düsseldorf Hbf |

| Haltestelle Jacobistraße | Haltestelle Jacobistraße |
| Linie                    | Verlauf |
| ------------------------ | --- |
| 707                      | D-Unterrath 1 – Unterrath, Eckenerstraße – Großmarkt – Johannstraße – Derendorf, Spichernplatz – Pempelfort, Dreieck2 ← Venloer Straße – Marienhospital – Pempelfort, Schloss Jägerhof – Stadtmitte, Jacobistraße3 (Pempelforter Straße , 200 m) – Stadtmitte, Charlottenstraße/Oststraße – Hauptbahnhof – Friedrichstadt, Helmholtzstraße – Morsestraße – Bilker Allee/Friedrichstraße (D-Bilk , 200–300 m) – Unterbilk, Bilker Kirche – Franziusstraße – Speditionstraße – Medienhafen, Kesselstraße4 Betrieb im Standardtakt der Düsseldorfer Straßenbahnen; weitere Haltestellen nur in den Abschnitten 1–2 und 3–4, aber alle Umsteigehaltestellen sind aufgeführt. |
| 752                      | Mülheim Hbf – MH-Stadtmitte – Schloß Broich – MH-Saarn, Friedrich-Freye-Straße;– MH-Selbeck, Stooter Straße – Ratingen-Breitscheid, Krummenweg – Lintorf, Friedhof – Am Kämpchen – Rehhecke – Lintorf, Rathaus – Tiefenbroicher Straße – ( Ratingen-Tiefenbroich, Annastraße – Ratingen, Kaiserswerther Straße – Ratingen-West, Dieselstraße – Eckampstraße – Düsseldorf, Neu-Lichtenbroich – ) Mörsenbroich, Heinrichstraße – D-Derendorf – Pempelfort, Münsterstraße/Feuerwache – Stadtmitte, Jacobistraße (Pempelforter Straße , 200 m) – Oststraße – Düsseldorf Hbf                                                                                                  |
| 754                      | Ratingen-Lintorf, Siemensstraße – Rehhecke – Lintorf, Rathaus – Tiefenbroicher Straße – Ratingen-Tiefenbroich, Annastraße – Kaiserswerther Straße – Ratingen-West, Dieselstraße – Eckampstraße – Düsseldorf, Neu-Lichtenbroich – Mörsenbroich, Heinrichstraße – D-Derendorf – Pempelfort, Münsterstraße/Feuerwache – Stadtmitte, Jacobistraße (Pempelforter Straße , 200 m) – Oststraße – Düsseldorf Hbf |
| NE 1                     | Düsseldorf Hbf → Oststraße → Jacobistraße → Schloss Jägerhof → Pempelfort → Spichernplatz → Unterrath → Neu-Lichtenbroich → Unterrath → Spichernplatz → Pempelfort → Schloss Jägerhof → Jacobistraße → Oststraße → Düsseldorf Hbf |
| NE 3                     | Düsseldorf Hbf → Oststraße → Steinstraße/Königsallee → Heinrich-Heine-Allee → Jacobistraße → Wehrhahn → Düsseltal → Mörsenbroich Heinrichstraße → Rath Mitte → Rath, Wittener Straße → Reichswaldallee → Oberrath → Wilhelm-Raabe-Weg → Mörsenbroich Heinrichstraße → Düsseltal → Wehrhahn → Jacobistraße → Charlottenstraße/Oststraße → Düsseldorf Hbf |
| NE 4                     | Düsseldorf Hbf → Charlottenstraße/Oststraße → Heinrich-Heine-Allee → Jacobistraße → Pempelforter Straße → Wehrhahn → Uhlandstraße → Grafenberg → Gerresheim Rathaus → Gerresheim Morper Straße → Gerresheim Torfbruchstraße → Lierenfeld → Worringer Platz → Düsseldorf Hbf |
| NE 5                     | Düsseldorf Hbf → Worringer Platz → Lierenfeld → Gerresheim Torfbruchstraße → Gerresheim Rathaus → Grafenberg → Uhlandstraße → Wehrhahn → Pempelforter Straße → Jacobistraße → Heinrich-Heine-Allee → Jacobistraße → Charlottenstraße/Oststraße → Düsseldorf Hbf |
| NE 7                     | Düsseldorf Hbf → Oststraße → Steinstraße → Benrather Straße → Graf-Adolf-Platz → Kirchplatz → Bilk → Merowingerplatz → Uni-Kliniken → Südpark → Universität → Himmelgeist → Itter → Holthausen → Reisholz – Reisholz → Hassels → Urdenbacher Allee → Urdenbach, Südallee → Benrath → Urdenbacher Allee → Schloss Benrath → Holthausen → Universität → Südpark → Uni-Kliniken → Merowingerplatz → Bilk → Kirchplatz → Graf-Adolf-Platz → Benrather Straße → Heinrich-Heine-Allee → Jacobistraße → Charlottenstraße/Oststraße → Düsseldorf Hbf |
| SB 55                    | Düsseldorf Hbf – Stadtmitte, Oststraße – Jacobistraße (Pempelforter Straße , 200 m) – Pempelfort, Münsterstraße/Feuerwache – Derendorf – Mörsenbroich, Heinrichstraße 1 – Ratingen-Lintorf, Tiefenbroicher Straße2 – Lintorf, Rathaus – Rehhecke – Lintorf, Siemensstraße HVZ ca. alle 20 min (mit Linie 752), Mo–Fr auch abends und Sa nur tagsüber alle 60 min; Abschnitt 1–2 über die B 1/A 52; Weitere Haltestellen nur in Lintorf; während der HVZ verkehrt die Linie 752 über dieselbe Strecke; Abschnitt zum Motor Hotel wird seit 2012 nicht mehr bedient. |

## Weiterführende Informationen

Logo der Stadtbahn Rhein-Ruhr